# Parahormetica cicatricosa
Parahormetica cicatricosa är en kackerlacksart som beskrevs av Henri Saussure 1869. Parahormetica cicatricosa ingår i släktet Parahormetica och familjen jättekackerlackor. Inga underarter finns listade i Catalogue of Life.